# Germania (Tacit)
Germania (puni naslov De origine et situ Germanorum ;„O porijeklu i običajima Germana“) je kratko etnografsko djelo rimskoga povjesničara Publija Kornelija Tacita, nastalo oko 98. godine poslije Krista. 
U tom djelu, koje se sastoji od općeg i posebnog dijela, Tacit opisuje Germaniju i brojna germanska plemena koja tamo žive. Također opisuje običaje i svakodnevni život Germana. Tacit ističe jednostavnost i moralnost Germana nasuprot dekadenciji i pokvarenosti Rimljana; njihov strogi obiteljski život, vjernost i odanost, njihovu hrabrost u ratu i težnju za slobodom. No, govori i o njihovim manama; ljenčarenju kad nije rat, ovisnost o kockanju i pretjerano pijenje piva.  
Tacit vjerojatno sam nikada nije bio u Germaniji nego je podatke dobivao i od rimskih vojnika i trgovaca koji su bili tamo. Intencija njegova djela je sporna. Jedni je smatraju naprosto geografskom monografijom, a drugi "ogledalom običaja". 

## Vanjske poveznice
- Germania, latinski i njemački  Arhivirana inačica izvorne stranice od 26. lipnja 2017. (Wayback Machine)
- Germania na latinskom
- Germania u engleskom prijevodu